# Scopula obsoleta
Scopula obsoleta là một loài bướm đêm trong họ Geometridae.